# Aucuba
Aucuba é um género botânico pertencente à família Garryaceae.

## Espécies
- Aucuba albopunctifolia
- Aucuba chinensis
- Aucuba chlorascens
- Aucuba confertiflora
- Aucuba eriobotryifolia
- Aucuba filicauda
- Aucuba himalaica
- Aucuba japonica
- Aucuba obcordata
- Aucuba robusta